# Liga 1 de Moldavia
La Liga 1 de Moldavia es la segunda división del sistema de ligas del fútbol de Moldavia . El campeonato está compuesto por 12 equipos y los dos primeros clasificados ascienden a la Superliga de Moldavia, mientras que los dos últimos descienden a Liga 2 de Moldavia.

## Equipos 2024-25
| Club                | Location     |
| ------------------- | ------------ |
| Stăuceni            | Stăuceni     |
| Fălești             | Fălești      |
| Iskra               | Rîbnița      |
| Olimp               | Comrat       |
| Vulturii Cutezători | Sîngerei     |
| Saksan              | Ceadîr-Lunga |
| Sheriff-2           | Tiraspol     |
| Speranis            | Nisporeni    |
| Speranța            | Drochia      |
| Univer              | Comrat       |
| FCM Ungheni         | Ungheni      |
| Victoria            | Chișinău     |

## Campeones
| Temporada | Campeón                |
| --------- | ---------------------- |
| 1992      | Nistru Otaci           |
| 1992-93   | Vilia Briceni          |
| 1993-94   | MHM 93 Chişinău        |
| 1994-95   | Constructorul Chişinău |
| 1995-96   | Locomotiv Basarabeasca |
| 1996-97   | Moldova-Gaz Chişinău   |
| 1997-98   | Sheriff Tiraspol       |
| 1998-99   | FC Zimbru-2 Chişinău   |
| 1999-00   | FC Sheriff-2 Tiraspol  |
| 2000-01   | FC Sheriff-2 Tiraspol  |
| 2001-02   | Dacia Chişinău         |
| 2002-03   | Tiligul Tiraspol       |
| 2003-04   | Steaua Chişinău        |
| 2004-05   | Dinamo Bender          |
| 2005-06   | FC Zimbru-2 Chişinău   |
| 2006-07   | FC Zimbru-2 Chişinău   |
| 2007-08   | FC Sheriff-2 Tiraspol  |
| 2008–09   | FC Viitorul Orhei      |
| 2009-10   | FC Costuleni           |
| 2010-11   | CF Locomotiv Bălţi     |
| 2011-12   | FC Sheriff-2 Tiraspol  |
| 2012-13   | Veris Drăgănești       |
| 2013-14   | FC Saxan Ceadîr-Lunga  |
| 2014-15   | FC Sheriff-2 Tiraspol  |
| 2015-16   | FC Spicul Chișcăreni   |
| 2016-17   | FC Sheriff-2 Tiraspol  |
| 2017      | Victoria Bardar        |
| 2018      | Codru Lozova           |
| 2019      | Florești               |
| 2020-21   | FC Bălți               |
| 2021-22   | FC Sheriff-2 Tiraspol  |
| 2022-23   | Dacia Buiucani         |
| 2023-24   | Florești               |
| 2024-25   | Dacia Buiucani         |

## Títulos por club
| Club                      | Títulos | Año títulos                              |
| ------------------------- | ------- | ---------------------------------------- |
| Sheriff-2 Tiraspol        | 7       | 2000, 2001, 2008, 2012, 2015, 2017, 2022 |
| FC Zimbru-2 Chişinău      | 3       | 1999, 2006, 2007                         |
| Florești                  | 2       | 2019, 2024                               |
| Dacia Buiucani            | 2       | 2023, 2025                               |
| Nistru Otaci              | 1       | 1992                                     |
| Vilia Briceni             | 1       | 1993                                     |
| MHM 93 Chişinău           | 1       | 1994                                     |
| Constructorul Chişinău    | 1       | 1995                                     |
| Locomotiva Basarabească   | 1       | 1996                                     |
| Moldova Gaz Chişinău      | 1       | 1997                                     |
| FC Sheriff Tiraspol       | 1       | 1998                                     |
| FC Dacia Chișinău         | 1       | 2002                                     |
| CS Tiligul-Tiras Tiraspol | 1       | 2003                                     |
| Steaua Chişinău           | 1       | 2004                                     |
| Dinamo Bender             | 1       | 2005                                     |
| Viitorul Orhei            | 1       | 2009                                     |
| FC Costuleni              | 1       | 2010                                     |
| Locomotiv Bălţi           | 1       | 2011                                     |
| Veris Drăgănești          | 1       | 2013                                     |
| Saxan Ceadîr-Lunga        | 1       | 2014                                     |
| Spicul Chișcăreni         | 1       | 2016                                     |
| Victoria Bardar           | 1       | 2017                                     |
| Codru Lozova              | 1       | 2018                                     |
| FC Bălți                  | 1       | 2021                                     |